# Вальехос, Кевин
Кевин Аксель Вальехос Монтенегро (англ. Kevin Axel Vallejos Montenegro; род. 8 декабря 2001 год, Мар-дель-Плата, Буэнос-Айрес, Аргентина) — аргентинский боец смешанных единоборств, выступающий под эгидой UFC в полулёгкой весовой категории.

## Титулы и достижения

### Samurai Fight House
- - Чемпион в полулёгком весе (один раз, бывший)
    - 4 успешных защиты титула

  - Временный чемпион в полулёгком весе (один раз, бывший)
  - Чемпион в легчайшем весе (один раз, бывший)
  - Чемпион в лёгком весе (один раз, бывший)

## Статистика в смешанных единоборствах
| Боёв 17  | Побед 16 | Поражений 1 |
| -------- | -------- | ----------- |
| Нокаутом | 11       | 0           |
| Сдачей   | 2        | 0           |
| Решением | 3        | 1           |

| Результат | Рекорд | Соперник           | Способ                 | Турнир                                 | Дата            | Раунд | Время | Место                   | Примечание                                                                                           |
| --------- | ------ | ------------------ | ---------------------- | -------------------------------------- | --------------- | ----- | ----- | ----------------------- | --- |
| Победа    | 16-1   | Дэнни Сильва       | Единогласное решение   | UFC on ESPN: Таира vs. Парк            | 2 августа 2025  | 3     | 5:00  | Лас-Вегас, Невада, США  | |
| Победа    | 15–1   | Сын у Чой          | TKO (удары)            | UFC Fight Night: Веттори vs. Долидзе 2 | 15 марта 2025   | 1     | 3:09  | Лас-Вегас, Невада, США  | Дебют в UFC в полулёгком весе                                                                        |
| Победа    | 14–1   | Кэм Тиг            | TKO (удары)            | Dana White's Contender Series неделя 7 | 8 марта 2025    | 1     | 2:23  | Лас-Вегас, Невада, США  | |
| Победа    | 13–1   | Гонсало Контрерас  | KO (удар)              | Samurai Fight House 15                 | 2 марта 2024    | 2     | 4:23  | Буэнос-Айрес, Аргентина | Защитил (4) титул чемпиона SFH в полулёгком весе                                                     |
| Победа    | 12–1   | Максимилиано Перес | Сдача (удушение сзади) | Samurai Fight House 14                 | 22 декабря 2023 | 3     | 1:30  | Буэнос-Айрес, Аргентина | Защитил (3) титул чемпиона SFH в полулёгком весе                                                     |
| Поражение | 11–1   | Жеан Силва         | Единогласное решение   | Dana White's Contender Series неделя 5 | 5 сентября 2023 | 3     | 5:00  | Лас-Вегас, Невада, США  | |
| Победа    | 11–0   | Эдуардо Гарагорри  | TKO (удары)            | Samurai Fight House 11                 | 13 мая 2023     | 2     | 3:15  | Буэнос-Айрес, Аргентина | Защитил (2) титул чемпиона SFH в полулёгком весе                                                     |
| Победа    | 10–0   | Альдо Эспиндола    | TKO (удары)            | Samurai Fight House 10                 | 11 марта 2023   | 1     | 2:23  | Буэнос-Айрес, Аргентина | Завоевал вакантный титул чемпиона SFH в лёгком весе                                                  |
| Победа    | 9–0    | Нестор Мачадо      | Единогласное решение   | Samurai Fight House 8                  | 16 декабря 2022 | 3     | 5:00  | Буэнос-Айрес, Аргентина | Защитил (1) титул временного чемпиона SFH в полулёгком весе; позже был признан полноценным чемпионом |
| Победа    | 8–0    | Эммануэль Вальехос | TKO (удары)            | Samurai Fight House 7                  | 19 ноября 2022  | 2     | 1:04  | Буэнос-Айрес, Аргентина | Завоевал временный титул чемпиона SFH в полулёгком весе                                              |
| Победа    | 7–0    | Пабло Этелечеа     | TKO (удары)            | Samurai Fight House 6                  | 15 октября 2022 | 1     | 3:06  | Буэнос-Айрес, Аргентина | Завоевал титул чемпиона SFH в легчайшем весе                                                         |
| Победа    | 6–0    | Маурисио Флорес    | TKO (удары)            | Samurai Fight House 5                  | 19 июня 2022    | 1     | 0:49  | Буэнос-Айрес, Аргентина | |
| Победа    | 5–0    | Габриэль Варгас    | Сдача (удушение сзади) | Samurai Fight House 4                  | 22 мая 2022     | 1     | 1:59  | Буэнос-Айрес, Аргентина | |
| Победа    | 4–0    | Иисус Ру           | Единогласное решение   | CAM 7                                  | 12 марта 2022   | 3     | 5:00  | Буэнос-Айрес, Аргентина | |
| Победа    | 3–0    | Лукас Милетич      | KO (удар)              | Samurai Fight House 3                  | 12 февраля 2022 | 1     | 4:08  | Буэнос-Айрес, Аргентина | |
| Победа    | 2–0    | Матиас Понсе       | TKO (удары)            | Cobra Fighter 1                        | 5 сентября 2021 | 1     | 0:39  | Буэнос-Айрес, Аргентина | |
| Победа    | 1–0    | Рокко Ченна        | TKO (удары)            | Supreme Warrior 6                      | 4 сентября 2021 | 2     | 3:40  | Буэнос-Айрес, Аргентина | |

## Карьера в смешанных единоборствах

### Любительская карьера
Кевин Вальехос начал свою любительскую карьеру в смешанных боевых искусствах 22 декабря 2018 года в возрасте 17 лет, где он встретился с Хуаном Лопесом, которого победил техническим нокаутом.
Вальехос провел еще три любительских боя в различных региональных организациях Буэнос-Айреса, где он одержал победу в каждом из них, все с помощью удушающего приема, достигнув результата 4-0.

### Профессиональная карьера
Он дебютировал на профессиональном ринге в возрасте 20 лет, 4 сентября 2021 года, где встретился с Рокко Синой на турнире Supreme Warrior 6, которого он победил техническим нокаутом во втором раунде.
Его следующий бой состоится 5 декабря 2021 года на турнире Cobra Fighter 1, и он встретится с Матиасом Понсе, которого он победил техническим нокаутом в первом раунде.
Впервые Вальехос примет участие в бою за организацию Samurai Fight House 12 февраля 2022 года, где он встретится с Лукасом Милетичем, которого он победит техническим нокаутом в первом раунде.
12 марта 2022 года он встретится с Иисусом Ру на турнире «CAM 7», которого победит единогласным решением судей

### Samurai Fight House
22 мая 2022 года Вальехос провел свой второй бой в Samurai Fight House SFH 4, где он встретится с Габриэлем Варгасом, которого он победил болевым приемом в первом раунде.
19 июня 2022 года он встретится с Маурисио Флоресом на турнире «Samurai Fight House 5», которого победил техническим нокаутом в первом раунде.
15 октября 2022 года на турнире «Samurai Fight House 6» Вальехосу впервые представится возможность стать чемпионом промоушена в легчайшем весе. На этот раз он встретился с Пабло Этелечеа, которого победил техническим нокаутом в первом раунде и завоевал свой первый титул чемпиона.
19 ноября 2022 года он встретился с Эммануэлем Вальехосом на турнире «Samurai Fight House 7», на этот раз за временный титул чемпиона в полулёгком весе. Кевин выиграл бой техническим нокаутом во втором раунде.
Всего месяц спустя, 16 декабря 2022 года, Вальехос встретился с Нестором Мачадо за титул чемпиона в полулёгком весе на турнире «Samurai Fight House 8». Вальехос победил Мачадо единогласным решением судей.
11 марта 2023 года Вальехос встретился с Альдо Эспиндолой за вакантный пояс в легком весе и победил его техническим нокаутом в первом раунде.
13 мая 2023 года Вальехос защитил свой пояс в полулегком весе в бою с Эдуардо Гарагорри, которого он победил техническим нокаутом во втором раунде.
После этих великолепных результатов Вальехосу было предложено принять участие в шоу Dana White's Contender Series и сразиться за контракт с UFC.
5 сентября 2023 года Вальехос принял участие в DWCS и встретился с Жеаном Силвой, Кевин потерпел своё первое поражение в карьере единогласным решением судей и не получил контракт.
После поражения Вальехос вернулся в Samurai Fight House, чтобы снова защитить свой титул в полулегком весе, на этот раз против Максимилиано Переса, которого он победил болевым приемом в третьем раунде.
2 марта 2024 года он встретился с Гонсало Контрерасом, которого победил техническим нокаутом во втором раунде, защитив свой четвертый пояс.

### Ultimate Fighting Championship
После двух отличных предыдущих боёв и с рекордом в 13 побед и 1 поражением, Вальехос получил ещё один шанс выступить на турнире Dana White’s Contender Series и 21 сентября встретился с Кэмом Тигом, которого победил техническим нокаутом в первом раунде. Не оставляя никаких сомнений, Вальехос получил свой контракт.
Вальехос дебютировал в UFC 15 марта 2025 года, на турнире UFC Fight Night: Веттори vs. Долидзе 2. Он встретился с корейцем Сын у Чоем, которого победил техническим нокаутом в первом раунде.